# Calayan-Ralle
Die Calayan-Ralle (Aptenorallus calayanensis, Syn.: Gallirallus calayanensis) ist ein flugunfähiger oder fast flugunfähiger Vogel, der erst im Mai 2004 entdeckt wurde. Ihr Vorkommen ist auf Calayan, eine Insel in der Inselgruppe der Babuyan Islands in den nördlichen Philippinen, begrenzt.

## Beschreibung
Die nächstverwandte Art ist offensichtlich die Okinawaralle von der Insel Okinawa, die zu Japan gehört. Die Calayan-Ralle ähnelt der Okinawaralle in Größe und Körperbau sehr.
Die Calayan-Ralle ist etwa so groß wie eine kleine Krähe und die Zebraralle (G. torquatus) und damit eine mittelgroße Ralle. Sie ist dunkel oliv und grau gezeichnet, hat einen roten Schnabel, rote Beine und eine sehr schwach ausgeprägte Flugmuskulatur.

## Lebensraum und Lebensweise
Die Art lebt in Bereichen, in denen im Regenwald junge Bäume nachwachsen, und in der Nähe von Flüssen. Dabei ist sie auf Wälder beschränkt, die auf Kalkstein wachsen. Damit ist sie in ihren Lebensraumansprüchen hoch spezialisiert. Während andere Rallenarten, deren bevorzugter Lebensraum Jungwald ist, auch in Reisfeldern auf Lichtungen im Wald, im ungestörten Hochwald und an Wegen zu beobachten sind, kommt die Calayan-Ralle dort nicht vor. Sie ernährt sich, indem sie den Boden nach Nahrung absucht und dabei gelegentlich Blätter umdreht.

## Entdeckung und Bedrohungsstatus
Die Calayan-Ralle wurde erst am 11. Mai 2004 entdeckt. Dass sie so lange unbekannt blieb, hängt damit zusammen, dass der letzte Besuch eines Ornithologen vor der Entdeckung der Ralle 100 Jahre zurücklag. Die Biologin Carmela Española hörte bei ihrem Besuch der Insel zuerst unbekannte Rufe, die sie dann zu einer unbekannten dunkel gefärbten Ralle führten. Weitere Untersuchungen zusammen mit Bewohnern der Insel bestätigten die Vermutung, dass die Ralle der Wissenschaft noch nicht bekannt war.
Dass die Ralle für Calayan endemisch ist, also nur dort vorkommt, und gleichzeitig in ihren Lebensraumansprüchen hoch spezialisiert ist, führt dazu, dass es nur etwa 10 km² an für die Ralle geeigneten Lebensräumen gibt. Obwohl es insgesamt nur etwa 100–200 Brutpaare der Calayan-Ralle gibt, ist sie in den von ihr bevorzugten Lebensräumen häufig, und nichts weist bisher darauf hin, dass die Population abnehmen könnte. Da ihr bevorzugter Lebensraum für eine landwirtschaftliche Bearbeitung nicht geeignet ist, besteht die Hoffnung, dass die Population stabil bleibt. Allerdings wird gerade eine Straße um die Insel gebaut, was über die Ansiedlung von mehr Menschen mit ihren Haustieren und Kulturfolgern dazu führen könnte, dass die Ralle bedroht wird.